# The Times
The Times – wysokonakładowy brytyjski dziennik społeczno-polityczny wydawany od 1785 roku w Londynie, od 1981 przez News Corporation Ruperta Murdocha. W połowie 2004 roku nakład dziennika wynosił około 650 tys. egzemplarzy. Jeden z największych dzienników w Wielkiej Brytanii.

## Opis
Został założony jako „The Daily Universal Register” przez Johna Waltera, który był też przez 24 lata redaktorem naczelnym. Od 1 stycznia 1788 ukazuje się pod nazwą „The Times”. Od powstania do 1792 wydawany był w technice logografii. W 1931 rozpoczął zamieszczanie fotografii w kolorze. Jako pierwszy dziennik zorganizował sieć korespondentów zagranicznych, wiódł też prym we wprowadzaniu nowinek technicznych w dziedzinie drukarstwa (pierwsza na świecie łamie strony komputerowo, od 1982; pierwsza w Wielkiej Brytanii stosuje pełny fotoskład). Pod koniec XIX wieku jego istnienie było zagrożone wskutek rozwoju taniej prasy bulwarowej. Od grudnia 1978 do listopada 1979 nie ukazywał się na skutek długotrwałego strajku związku zawodowego.
Charakterystyczną cechą dziennika jest istnienie specjalnego komitetu powierniczego, który czuwa nad merytorycznym poziomem i polityczną niezależnością pisma – w skład komitetu wchodzą osoby cieszące się publicznym zaufaniem.
Profil pisma uważa się za centroprawicowy. Tradycyjnie popiera ono Partię Konserwatywną, choć dwukrotnie udzieliło wyborczego poparcia Partii Pracy: w 2001 i 2005 (w 2010 ponownie wspierając torysów).
Oprócz regularnego wydania „The Times” (nakład w połowie 2004 roku wynosił ok. 650 tys. egzemplarzy), ukazuje się też siostrzany tygodnik, redagowany przez odrębny zespół, The Sunday Times, a także, od 1914 roku, literacko-kulturalny dodatek „The Times Literary Supplement”. Od 1 listopada 2004 pismo ukazuje się wyłącznie w formacie tabloidowym. Od 1996 ma także wersję internetową.
Od 15 października 2007 w Polsce ukazuje się dziennik Polska, którego redakcja współpracuje z „The Times” – wybrane materiały o tematyce międzynarodowej ukazują się w obu pismach w tym samym czasie.
The Times zlecił zaprojektowanie czcionki Times New Roman, której używał od 1932.